# Álvaro II do Congo
Álvaro II (1565 - 1614) foi o manicongo do Reino do Congo entre 6 de março de 1587 e 9 de agosto de 1614. 

## Biografia
Nascido em 1565, em São Salvador, foi filho de D. Álvaro, rei do Congo entre 1567 e 1587. Após sua morte, ele assumiu o trono.   
Em seu reinado tentou não depender religiosamente do Reno de Portugal, enviando o diplomata congolês Antônio Emanuel Nsaku Ne Vunda para Roma em 1609 para uma audiência com o papa Paulo IV, afim de reconhecer o Congo como parte da comunidade cristã. Esta foi a primeira visita de um diplomata africano á Santa Sé. Sua intenção era criar um clero congolês e um bispado em São Salvador, mas falhou nesta missão devido a prematura morte de seu enviado. Mesmo assim o rei foi agraciado com o título de cavaleiro da Ordem de Cristo, em 10 de março de 1609. 
D. Álvaro II também tentou fortalecer alianças políticas e nobres para garantir seu poder no trono e de sua família. Em 1591 nomeou o governante D. Miguel de Soyo como "Conde" e tornou o cargo hereditário. Os condes de Soyo passaram a apoiar Casa de Coulo ao trono, isso até 1610, quando o conde Miguel faleceu. O filho deste, D. Daniel, não tinha a confiança do rei e por isso foi impedido de assumir o cargo, com o novo governante fantoche do rei sendo D. Fernando de Soyo. D. Daniel buscou apoio e refugio do duque D. Antônio de Umbamba. Por sua vez, o rei Álvaro II fez uma filha de Antônio de Umbamba casar-se com D. Álvaro Nimi Amapanzu. 
Faleceu em 9 de agosto de 1614, sendo sucedido de forma ilegítima por seu irmão D. Bernardo II. Ele deixou dois filhos; D. Álvaro III e D. Dona Suzana da Nóbrega.